# Saint-Paul-de-Jarrat
Saint-Paul-de-Jarrat é uma comuna francesa na região administrativa de Occitânia, no departamento de Ariège. Estende-se por uma área de 22,51 km². Em 2010 a comuna tinha 1 344 habitantes (densidade: 59,7 hab./km²).